# Gràfics
Els gràfics (del grec antic γραφικός (graphikós) "referent al dibuix, la pintura, l'escriptura, etc.") són imatges visuals o dissenys en alguna superfície, com ara una paret, un canemàs, una pantalla, un paper o una pedra, per informar, il·lustrar, o entretenir. En l'ús contemporani, inclou una representació pictòrica de dades, com en el disseny i la fabricació, en composició i arts gràfiques, i en el programari educatiu i recreatiu. Les imatges generades per un ordinador s'anomenen gràfics per ordinador.
Per exemple, fotografies, dibuixos, art lineal, gràfics matemàtics, diagrames de línies, gràfics, diagrames, tipografia, números, símbols, dissenys geomètrics, mapes, dibuixos d'enginyeria o altres imatges. Els gràfics sovint combinen text, il·lustració i color. El disseny gràfic pot consistir només en la selecció, creació o disposició deliberada de la tipografia, com en un fullet, fulletó, cartell, lloc web o llibre sense cap altre element. L'objectiu pot ser la claredat o la comunicació eficaç, l'associació amb altres elements culturals o simplement la creació d'un estil distintiu.
Els gràfics poden ser funcionals o artístics. Els últims poden ser una versió gravada, com una fotografia, o una interpretació d'un científic per destacar trets essencials, o un artista; en aquest cas la distinció amb gràfics imaginaris es pot difuminar. També es poden utilitzar per a l'arquitectura.

## Història
Els gràfics més antics coneguts pels antropòlegs que estudien els períodes prehistòrics són pintures rupestres i marques sobre roques, ossos, ivori i cornaments, que es van crear durant el període del Paleolític superior del 40.000 al 10.000 a.C. o abans. Molts d'aquests es van trobar per registrar detalls astronòmics, estacionals i cronològics. Alguns dels primers gràfics i dibuixos coneguts pel món modern, de fa gairebé 6.000 anys, són els de tauletes de pedra gravades i segells cilíndrics de ceràmica, que marquen l'inici dels períodes històrics i el manteniment de registres amb finalitats comptables i d'inventari. Els registres d'Egipte són anteriors a aquests i els egipcis van utilitzar el papir com a material sobre el qual planificar la construcció de piràmides; també utilitzaven lloses de pedra calcària i fusta. Del 600 al 250 a.C., els grecs van tenir un paper important en la geometria. Van utilitzar gràfics per representar les seves teories matemàtiques com el teorema del cercle i el teorema de Pitàgores.
En l'art, "gràfics" s'utilitza sovint per distingir un treball monòton i format per línies, a diferència de la pintura.

### Dibuix
Dibuix generalment implica fer marques en una superfície aplicant pressió d'una eina o movent una eina per una superfície; seria art quan s'utilitza una eina com si no hi hagués eines. El dibuix gràfic és un dibuix guiat instrumental.

### Estampació
La xilografia, incloent-hi imatges, es va veure per primera vegada a la Xina després de la invenció del paper (cap a l'any 105 dC). A Occident, les principals tècniques han estat la xilografia, el gravat i l'aiguafort, però n'hi ha moltes altres.